# شین بک چول
شین بک چول (کره‌ای: 신백철؛ زادهٔ ۱۹ اکتبر ۱۹۸۹) بدمینتون‌باز اهل کره جنوبی است.